# انوب (المهرة)

تعديل مصدري - تعديل

انوب هي إحدى قرى مديرية حات التابعة لمحافظة المهرة، بلغ تعداد سكانها 31 نسمة حسب تعداد اليمن لعام 2004.